# Reinhard Scheer

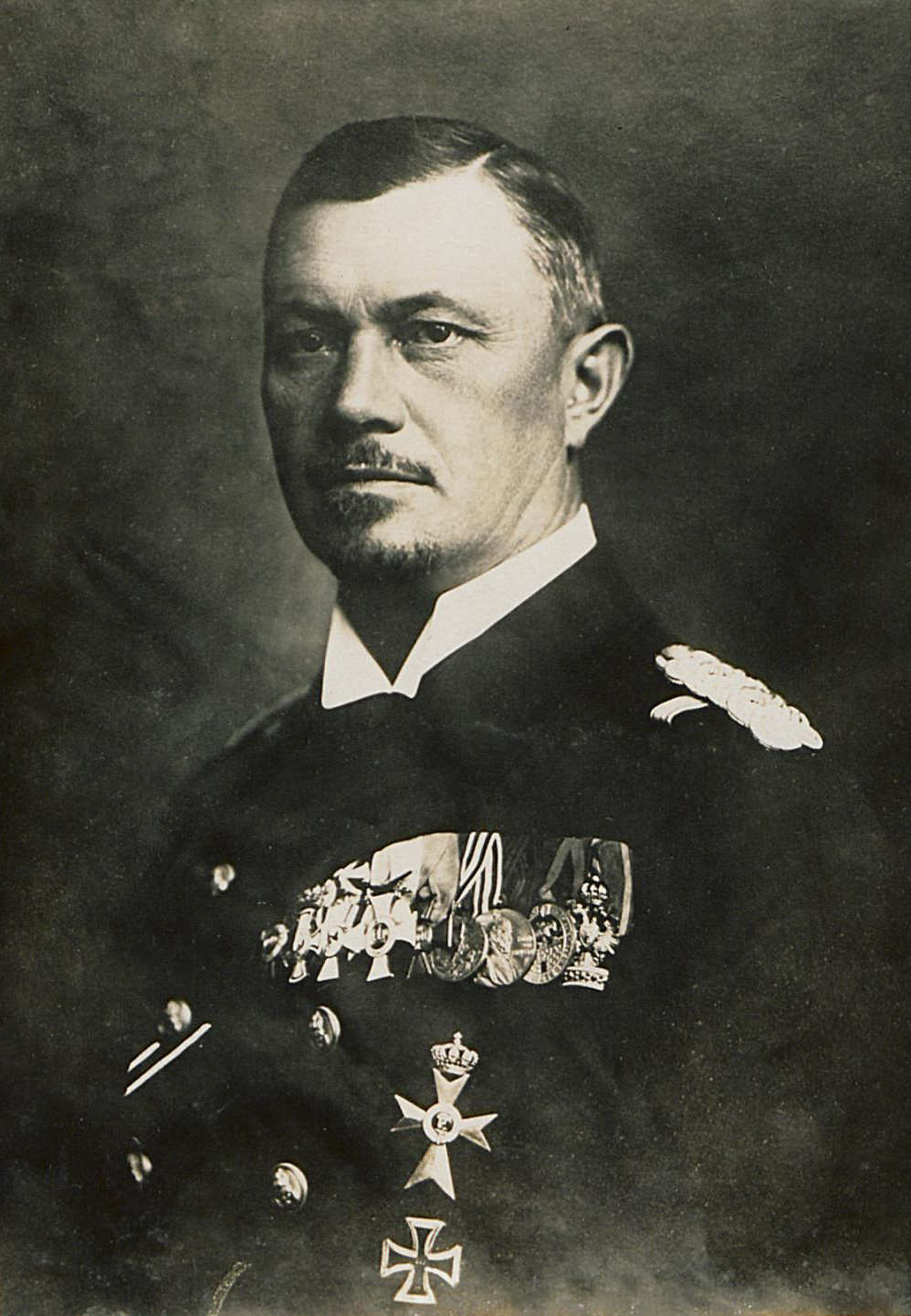
Admiral Scheer

Carl Friedrich Heinrich Reinhard Scheer (* 30. September 1863 in Obernkirchen; † 26. November 1928 in Marktredwitz) war ein deutscher Admiral im Ersten Weltkrieg, der die Hochseeflotte in der Skagerrakschlacht, einer der größten Seeschlachten der Geschichte, kommandierte.

## Leben

### Vor dem Ersten Weltkrieg
Scheer trat am 22. April 1879 als Kadett in die Kaiserliche Marine ein und absolvierte zunächst seine Schiffsausbildung auf der Segelfregatte Niobe. Er kam dann an die Marineschule Kiel und erhielt seinen Waffenlehrgang auf dem Artillerieschulschiff Renown. Vom 14. Mai bis 30. September 1880 setzte man ihn zunächst auf der Panzerfregatte Friedrich Carl und anschließend bis 13. November 1882 auf der Gedeckten Korvette Hertha ein. Mit diesem Datum erfolgte auch seine Beförderung zum Unterleutnant zur See. Ab 14. November war Scheer dann für ein Jahr ein weiteres Mal an der Marineschule, absolvierte im Anschluss einen Lehrgang auf dem Artillerieschulschiff Mars und wurde dann als Kompanieoffizier zur II. Matrosen-Division versetzt. Vom 22. April bis 3. Oktober fungierte Scheer als Wachoffizier auf dem Panzerschiff Bayern und in gleicher Funktion bis 23. Juli 1886 auf der Kreuzerfregatte Bismarck. Auf dem Schiff versah er Dienst zunächst bei der Ostafrikanischen Station, dann beim Ostasiengeschwader. Am 15. Dezember 1885 war er Leutnant zur See geworden.
Scheer trat am 24. Juli 1886 die Heimreise aus Hongkong an und wurde nach seiner Ankunft als Kompanieoffizier und Abteilungsadjutant der II. Matrosen-Division verwendet.
1897 wurde der Kapitänleutnant Scheer als Navigationsoffizier auf das Linienschiff Kurfürst Friedrich Wilhelm, das Flaggschiff des I. Geschwaders, kommandiert und war damit gleichzeitig Geschwader-Navigationsoffizier.
1901/02 war Scheer als Korvettenkapitän Chef der I. Torpedobootsflottille. In dieser Funktion war er auch vom 11. April 1901 bis zum 26. Juni 1901 und vom Februar bis zum 1. Juli 1902 Kommandant des Kleinen Kreuzers Niobe, der als Flottillenschiff diente.
Ab Oktober 1903 war Scheer Chef der Zentralabteilung des Reichsmarineamtes, wo er am 21. März 1905 zum Kapitän zur See befördert wurde. Am 1. Oktober 1909 übernahm er als Kommandant das Linienschiff Elsass. Am 1. Oktober 1910 wurde er Chef des Stabes des Flottenkommandos unter Admiral Henning von Holtzendorff.
Im September 1911 kehrte der am 27. Januar 1910 zum Konteradmiral beförderte Scheer als Direktor des Allgemeinen Marinedepartements wieder in das Reichsmarineamt zurück, das über die Weiterentwicklung deutscher Kriegsschifftypen mitentschied. Scheer vertrat die Auffassung, bei Linienschiffen wie Schlachtkreuzern von den 30,5 cm-Geschützen direkt das Kaliber auf 38 cm zu steigern. Am 1. Februar 1913 wurde er dann Befehlshaber des II. Geschwaders der Flotte, das er noch bei Kriegsbeginn befehligte. Am 9. Dezember 1913 wurde Scheer zum Vizeadmiral befördert.

### Erster Weltkrieg
Bei Kriegsbeginn befehligte Scheer auf dem Linienschiff Preußen das in der Elbemündung stationierte II. Geschwader, das gegebenenfalls auch in der Ostsee zum Einsatz kommen sollte. Am 28. Dezember 1914 übernahm Scheer das III. Geschwader der Hochseeflotte mit den modernsten Linienschiffen der Kaiserlichen Marine und nutzte ab dem 24. Januar 1915 die König als Flaggschiff. Scheer wurde am 24. Januar 1916 Chef der Hochseeflotte als Nachfolger des erkrankten Admirals von Pohl, nachdem er diesen schon ab dem 11. Januar als dienstältester Geschwaderchef vertreten und am 18. Januar auf dem Flottenflaggschiff Friedrich der Große seinen Dienst begonnen hatte. Scheer begann sofort, die Flotte offensiver einzusetzen. Er ließ sie am 6. und 7. März in die Hoofden vorstoßen, versuchte vergeblich am 25. März, britische Angreifer auf Tondern abzufangen, und ließ am 24. und 25. April britische Häfen beschießen.

#### Skagerrakschlacht
Im Mai führte er seine Flotte in die Seeschlacht am Skagerrak. Reinhard Scheer kommandierte die deutsche Hochseeflotte am 30. Mai 1916 von dem Linienschiff Friedrich der Große aus. Zu Beginn der Schlacht schien das Glück auf der Seite der Deutschen zu sein, weshalb Vizeadmiral Sir David Beatty, Befehlshaber des ersten Schlachtkreuzergeschwaders der Home Fleet, seinen berühmten Ausspruch äußerte: „Mit unseren verdammten Schiffen scheint heute etwas nicht in Ordnung zu sein.“ Trotz den deutschen Erfolgen war das numerische Übergewicht der Royal Navy erdrückend, sodass Scheer sich gezwungen sah, seine Flotte in den Hafen zurückzubringen. Admiral John Jellicoe war jedoch daran gelegen, die Hochseeflotte noch vor Einbruch der Nacht zu stellen, da er einen U-Boot-Angriff fürchtete. Scheer war gezwungen, seine Schiffe in einem komplizierten Manöver (Gefechtskehrtwende) vor der Vernichtung zu retten. Den Briten gelang es in dieser Schlacht nicht, die Hochseeflotte auszuschalten. Gleichzeitig hatten sie – wie auch ihr Gegner – hohe Verluste zu verzeichnen.
Scheer wurde darauf am 6. Juni 1916 zum Admiral befördert, und ihm wurde der Orden Pour le Mérite verliehen. Das Fazit der Schlacht für ihn war, dass die Überlegenheit der Royal Navy keine Aktionen der Überwasserflotte zuließ.

#### Flottenchef

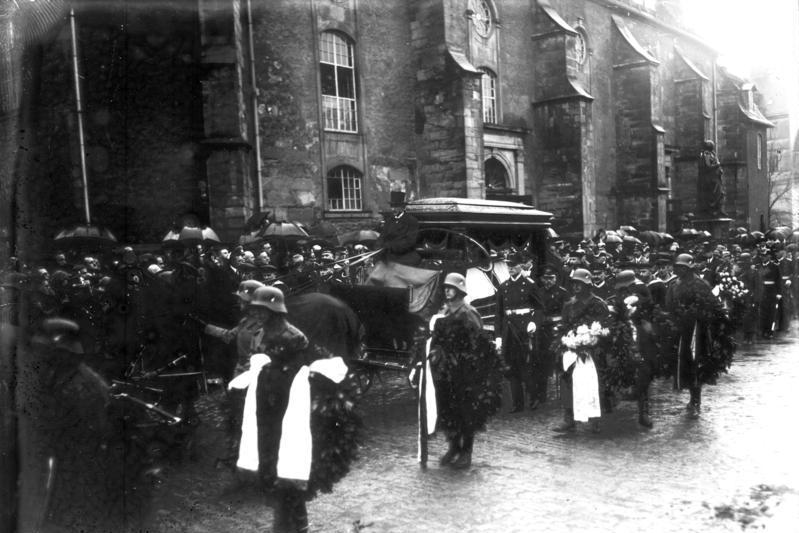
Beisetzung von Admiral Scheer in Weimar im November 1928

Nach der Skagerrakschlacht wurde Scheer zu einem eifrigen Verfechter des U-Boot-Krieges gegen Großbritannien. In seinen Augen konnten nur U-Boote durch eine Störung des Handels Großbritannien von der See aus schwächen. Dass er durch einen rücksichtslosen U-Boot-Krieg den USA einen Kriegsgrund gab, war für ihn der Preis für einen Teilsieg zur See, wie er durch den U-Boot-Krieg in den Augen der Militärs errungen werden konnte.
Ab dem 14. März diente ihm die Baden als Flottenflaggschiff. Scheer hatte sich bei den Marineunruhen im Sommer 1917 mit verstärkten Dienstverweigerungen der Matrosen als Protest gegen schlechte Versorgung und menschenunwürdige Schikanen durch Seeoffiziere in der Flotte zu beschäftigen. Achtzehn „Rädelsführer“ (darunter Max Reichpietsch und Albin Köbis) wurden am 3. August 1917 festgenommen und in einem Schauprozess wegen eines „vollendeten Aufstandes im Kriege“ verurteilt. Admiral Scheer bestätigte die Todesurteile gegen Reichpietsch und Köbis. Er begrüßte den Einsatz der Flotte in der Ostsee zur Unterstützung des Heeres, da diese Aktivitäten Unruhen vermindern würden.

#### Chef der Seekriegsleitung
Scheer wurde am 11. August 1918 Chef des Admiralstabes der Marine und damit Chef der neugegründeten Seekriegsleitung. Damit erhielt er die bisher ausschließlich vom Kaiser ausgeübte Befehlsgewalt über Entscheidungen des Admiralstabs. Sein Nachfolger als Chef der deutschen Hochseestreitkräfte wurde Admiral Franz von Hipper. Bereits am 12. August 1918 begab er sich in das Hauptquartier der OHL, wo er mit Paul von Hindenburg und Erich Ludendorff zur Ansicht kam, dass alle Hoffnung auf einen günstigen Kriegsausgang hauptsächlich auf eine erfolgreiche Offensive der U-Boote gestellt sei. Er verlegte den Sitz der Seekriegsleitung nach Spa und leitete Schritte zur Intensivierung des U-Boot-Krieges ein. Sein neues Bau-Programm, das vom letzten Vierteljahr 1918 bis zum dritten Vierteljahr 1919 reichte, sah vor, die U-Boot-Produktion um das Dreifache zu steigern. Mit Beginn der Waffenstillstandsverhandlungen im Oktober 1918 waren diese Pläne überholt, und Scheer ließ alle U-Boote zurückrufen, um die Verhandlungen nicht zu gefährden. Als sich dann jedoch die militärische Lage erheblich verschlechterte und sich die drohende Internierung der Flotte abzeichnete, erfolgte der Flottenbefehl vom 24. Oktober 1918, der den Kieler Matrosenaufstand auslöste.

### Nachkriegszeit

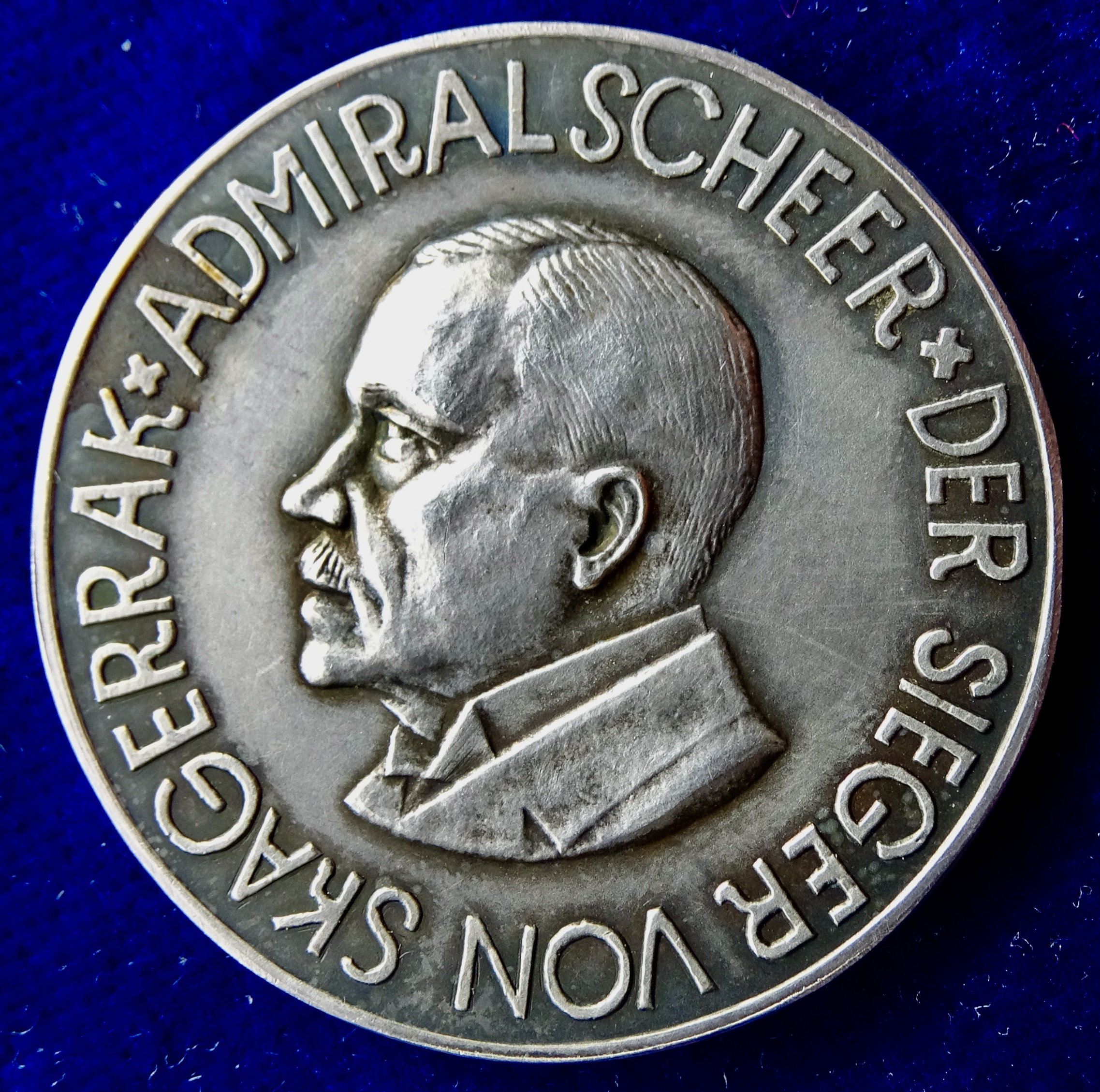
Reinhard Scheers Sterbemedaille 1928 des Bayerischen Hauptmünzamts München, Vorderseite

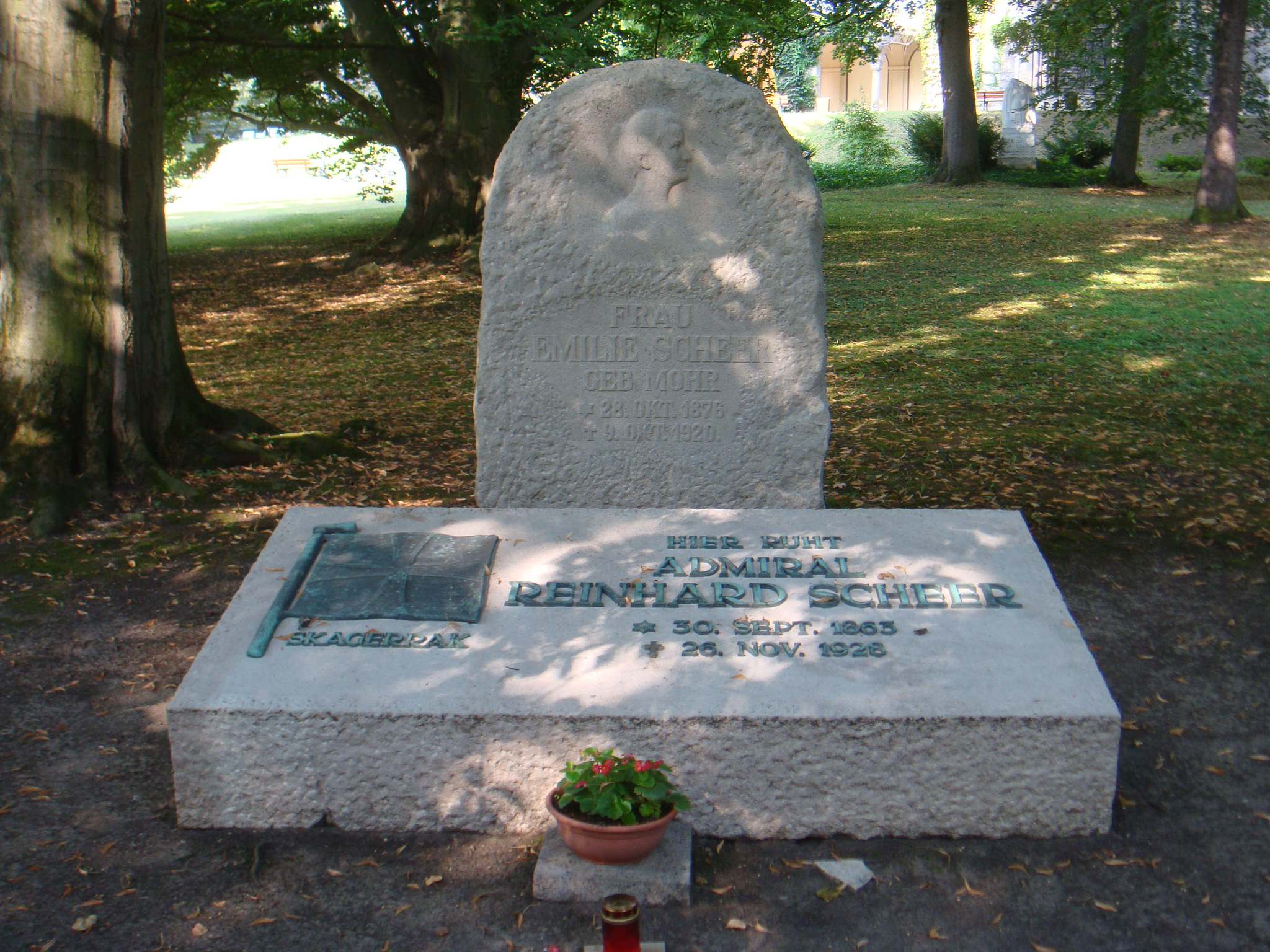
Scheers Grabmal auf dem Weimarer Hauptfriedhof

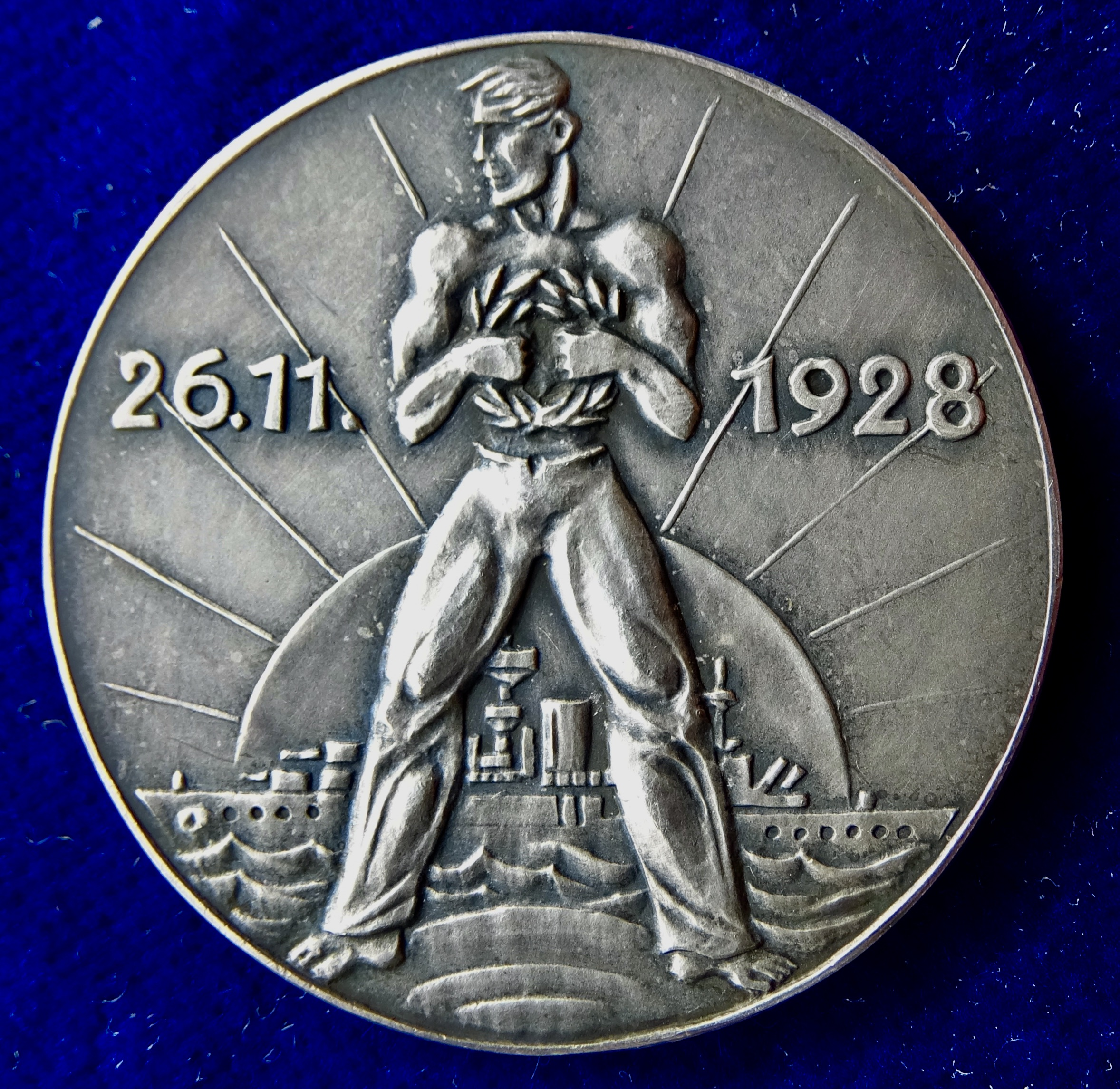
Die Rückseite dieser Medaille zeigt das Sterbedatum

Nach dem Matrosenaufstand in der Hochseeflotte im Oktober/November 1918 begab sich Scheer am 17. Dezember 1918 in den Ruhestand, in welchem er unter anderem zum Thema Deutschlands Heldenkampf zur See auf Vortragsreisen ging.
Der bereits 80-jährige Paul von Hindenburg hatte Scheer im Herbst 1928 als seinen Nachfolger im Amt des Reichspräsidenten vorgesehen und diesen auch darüber informiert. Dies traf sich mit Scheers eigenen Bestrebungen; er hatte bereits 1921 auf das Amt spekuliert und für seine Ambitionen Unterstützung gefunden, etwa bei der DVP, war damals aber wegen der Verlängerung von Friedrich Eberts Amtszeit nicht zum Zuge gekommen. Doch als Scheer sich Ende 1928 anschickte, einer Einladung seines Rivalen in der Skagerrakschlacht, Admiral John Jellicoe, zu folgen, starb er in Marktredwitz an einer Lungenembolie. Er ist in Weimar begraben, das Grab ist bis heute erhalten – sein Grabstein trägt außer seinem Namen und seinen Lebensdaten nur ein Wort: „Skagerrak“.

### Familie
Scheer war ab 1899 mit Emilie, geborene Mohr (* 1876), verheiratet. 1919 ließ er sich in Weimar nieder, wo seine Frau am 9. Oktober 1920 Opfer eines Raubmordes wurde. Dieser geschah in seinem Wohnhaus in der Berkaer Straße 11.

## Ehrungen

### Orden und Ehrenzeichen
Er erhielt folgende Orden und Ehrenzeichen:
- Ritterkreuz des Königlichen Hausordens von Hohenzollern[4]
- Preußisches Dienstauszeichnungskreuz[4]
- Eisernes Kreuz (1914) II. und I. Klasse[5]
- Großkreuz des Roten Adlerordens[5]
- Kronen-Orden I. Klasse mit Schwertern[5]
- Großkreuz des Hausordens Albrechts des Bären[5]
- Großkreuz des Militär-Max-Joseph-Ordens[5] am 6. Juni 1916[6]
- Großkreuz des Bayerischen Militärverdienstordens[5]
- Ritterkreuz des Militär-St.-Heinrichs-Ordens am 23. Juni 1916[7]
- Großkreuz des Albrechts-Ordens[5]
- Großkreuz des Greifenordens[5]
- Ehrengroßkreuz des Haus- und Verdienstordens des Herzogs Peter Friedrich Ludwig[5]
- Komtur des Ordens der Aufgehenden Sonne[4]
- Großoffizier des Ordens der Heiligen Mauritius und Lazarus[4]
- Orden der Eisernen Krone III. Klasse[4]
- Großkreuz des Franz-Joseph-Ordens[4]
- Russischer Sankt-Stanislaus-Orden II. Klasse[4]

### Ehrendoktor
- 15. Juli 1916: Ehrendoktorwürde der Christian-Albrechts-Universität zu Kiel (Dr. rer. pol. h. c.)
- 31. Mai 1917: Ehrendoktorwürde der Philipps-Universität Marburg (Dr. phil. h. c.)

### Sonstige Ehrungen

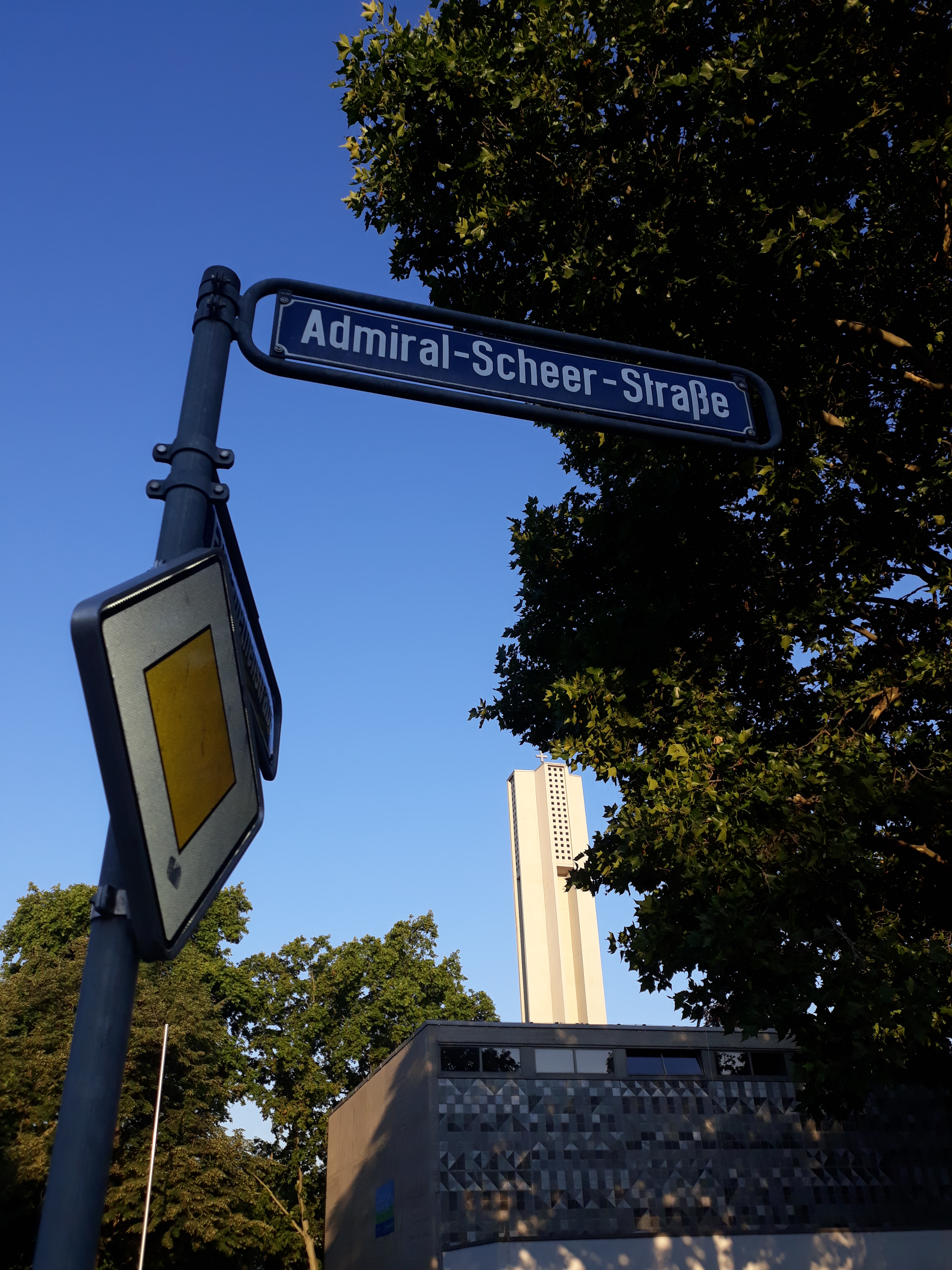
Admiral-Scheer-Straße in Mainz-Kastel.

- In seinem Geburtsort Obernkirchen ist die Admiral-Scheer-Straße nach ihm benannt worden[8]
- Für seine Führungsleistung in der Skagerrakschlacht wurde Scheer von Kaiser Wilhelm II. die Erhebung in den Adelsstand angeboten, die Scheer aber ablehnte.
- Hanau, die Stadt, in der Scheer seine Jugendjahre verbrachte, machte ihn 1916 unmittelbar nach der Skagerrakschlacht zu ihrem Ehrenbürger und benannte eine Straße nach ihm.
- In Offenbach am Main wurde in der Zeit des Nationalsozialismus die heutige Speyerstraße im Sinne und Zuge der Ausmerzung des Andenkens an Persönlichkeiten jüdischer Herkunft (wie eben des Offenbacher Komponisten und Musikers Wilhelm Speyer) nach Admiral Scheer umbenannt.
- In Aurich liegt vor der Blücher-Kaserne an der Skagerrakstraße in Sackgassenlage eine nach ihm benannte Seitenstraße.
- In Essen, Hof (Saale), Münster, Regensburg und Eckernförde ist jeweils die Admiral-Scheer-Straße nach ihm benannt.
- In Klein Glienicke, einem Ortsteil von Potsdam, ist der Admiral-Scheer-Platz, ein kleiner Park direkt am Griebnitzsee, nach ihm benannt.
- In Mainz wurde im rechtsrheinischen Stadtteil Kastel eine Straße nach ihm benannt, die seit 1945 mit dem gesamten Stadtteil zu Wiesbaden gehört.
- Ihm zu Ehren wurde 1933 ein Panzerschiff der Reichsmarine Admiral Scheer getauft; die Taufe nahm Scheers Tochter Marianne Besserer vor.
- An der Ludwigs-Universität Gießen bestand während der NS-Zeit eine Kameradschaft Admiral Scheer des NS-Studentenbundes, die aus den vormaligen Landsmannschaften Chattia und Merovingia hervorgegangen war.[9]
- In der Bundesmarine gab es von 1959 bis 1967 eine nach Admiral Scheer benannte Schulfregatte Scheer.

## Schriften
- Deutschlands Hochseeflotte im Weltkrieg. Persönliche Erinnerungen. Scherl, Berlin 1920, urn:nbn:de:kobv:188-fudocsdocument000000024326-0.
- Vom Segelschiff zum U-Boot. Quelle & Meyer, Leipzig 1925; 6.–8. Tausend Quelle & Meyer, Leipzig 1936 (bearbeitet von Albert Scheibe).
- Michael Epkenhans (Hg.): Mein lieber Schatz! Briefe von Admiral Reinhard Scheer an seine Ehefrau. August bis November 1918 (= Kleine Schriftenreihe zur Militär- und Marinegeschichte. Band 12). Winkler, Bochum 2006, ISBN 3-89911-079-X.